# Tully (film, 2018)
Pour les articles homonymes, voir Tully.
Pour plus de détails, voir Fiche technique et Distribution.

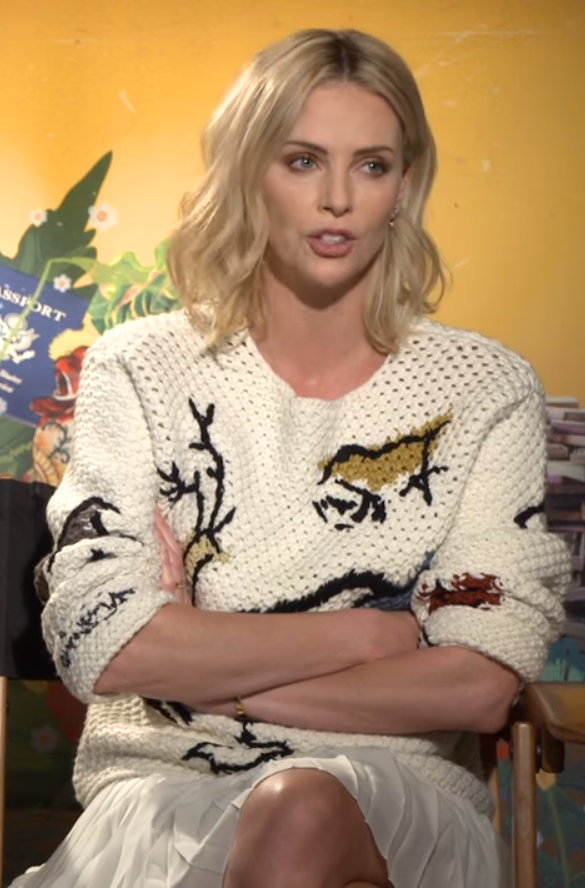
L'actrice principale, Charlize Theron, l'année de sortie du film.

Tully est une comédie dramatique américaine réalisée par Jason Reitman, sorti en 2018.

## Synopsis
Marlo, âgée d'une quarantaine d'années, accouche de son troisième enfant. Comme cadeau de naissance, son frère Craig engage une nounou de nuit mais Marlo refuse. Elle est rapidement débordée et épuisée par cette nouvelle maternité et finit par accepter la venue d'une nounou prénommée Tully dont la présence la réconforte et l'apaise.

## Fiche technique
- Titre original et français : Tully
- Réalisation : Jason Reitman
- Scénario : Diablo Cody
- Montage : Dana E. Glauberman
- Musique : Rob Simonsen
- Photographie : Eric Steelberg
- Production : Aaron L. Gilbert, Jason Reitman, Helen Estabrook, Diablo Cody, Mason Novick, Charlize Theron, A.J. Dix et Beth Kono
- Société(s) de production : Bron Studios, Right of Way Films et Denver and Delilah Productions
- Société(s) de distribution :  Focus Features
- Pays d'origine :  États-Unis
- Langue originale : anglais
- Format : Couleur - 1,85 : 1 - son Dolby Digital
- Genre : Comédie dramatique
- Durée : 96 minutes
- Dates de sortie :
  - États-Unis : 4 mai 2018
  - France : 27 juin 2018

## Distribution
- Charlize Theron (VF : Hélène Bizot ; VQ : Camille Cyr-Desmarais) : Marlo Moreau
- Mackenzie Davis (VF : Ingrid Donnadieu ; VQ : Véronique Marchand) : Tully
- Mark Duplass (VF : Sylvain Agaësse ; VQ : Alexandre Fortin) : Craig, le frère de Marlo
- Ron Livingston (VF : Philippe Bozo ; VQ : Pierre Auger) : Drew Moreau
- Emily Haine : Barista
- Elaine Tan (VF : Marie Chevalot ; VQ : Julie Beauchemin) : Elyse

 Source et légende : version française (VF) sur RS Doublage ; version québécoise (VQ) sur Doublage.qc.ca